# Deportivo Sebaco
El Deportivo Sébaco fue un equipo de fútbol de Nicaragua que jugó en la Primera División de Nicaragua, la liga de fútbol más importante del país.

## Historia
Fue fundado en el año 2014 en la ciudad de Sébaco en Matagalpa y en tan solo una temporada en la Segunda División de Nicaragua consigue el ascenso a la Primera División de Nicaragua tras vencer al ART Municipal Jalapa en la serie de playoff por haber quedado subcampeón de la segunda categoría.
El club desaparece en 2018.

## Palmarés
- Segunda División de Nicaragua: 1

Clausura 2016
- Tercera División de Nicaragua: 1

2014/15

## Lista de jugadores
1-  Félix Ramón Orozco Leiva 
2-  Favio Antonio Jiménez Picado 
3-  Jorge Darío Florentín Benítez 
4-  Ariel David Velásquez Castro
5-  José Ramón Ríos Torres 
6-  Miguel Ángel Vanegas Gutiérrez 
7-  Sixto Antonio Jarquín González 
8-  Bryan Alfredo Ríos Orozco 
9-  Leonel Geovanny Escoto Ártica 
10- Roldan José Rivera Contreras 
12- José Adán Silva García 
13- Miguel Leonardo Soza González 
14- Joel Rivera (Capitán) 
15- Kester Alexander Pérez Ovando 
16- Ruggeri Ardón Munguía 
17- Marcos Antonio Pérez Chow
19- José Daniel Pérez Laguna 
21- José Alberto Matamoros Briones 
22- Juan David Martínez Palacios 
23- Juan Orozco Leiva 
24- Brandon Eliezer Urrutia Flores